# Andrew Barth Feldman
Andrew Barth Feldman, född 7 maj 2002 i New York, är en amerikansk skådespelare.
Feldman har bland annat medverkat i TV-serien High School Musical: The Musical - The Series från 2021. Han har även medverkat i filmerna A Tourist's Guide to Love och No Hard Feelings från 2023.

## Filmografi (i urval)
- 2021: High School Musical: The Musical - The Series
- 2023: A Tourist's Guide to Love
- 2023: No Hard Feelings
- 2024 – Saturday Night
- 2025 – Poetic License